# Rajd Dakar 2013
Rajd Dakar 2013 – 34. edycja Rajdu Dakar, która odbywała się w dniach od 5 stycznia do 20 stycznia 2013, po raz piąty na bezdrożach Argentyny i Chile. Trasa po raz drugi wiodła przez Peru. Rajd rozpoczął się 5 stycznia, a nie jak zazwyczaj w Nowy Rok. Termin startu został zmieniony na prośbę zawodników, którzy chcieli Święta Bożego Narodzenia i Nowy Rok spędzić z rodzinami. Na liście startowej znalazło się 182 motocyklistów, 38 quadzistów, 156 kierowców samochodów oraz 75 kierowców ciężarówek. Polacy w radzie po raz pierwszy wystartują jako Reprezentacja Polski w Rajdach Terenowych – Poland National Team.

## Etapy
| 1                 | 5 stycznia        | Lima              | Pisco             | Razem                     | 250         | 13          | 263         |             |             |             |
| 2                 | 6 stycznia        | Pisco             | Pisco             | Razem                     | 85          | 242         | 327         |             |             |             |
| 3                 | 7 stycznia        | Pisco             | Nazca             | Razem                     | 100         | 243         | 343         |             |             |             |
| 4                 | 8 stycznia        | Nazca             | Arequipa          | Motocykle/quady           | 429         | 289         | 718         |             |             |             |
| 4                 | 8 stycznia        | Nazca             | Arequipa          | Samochody/ciężarówki      | 429         | 288         | 717         |             |             |             |
| 5                 | 9 stycznia        | Nazca             | Arica             | Motocykle/quady           | 275         | 136         | 411         |             |             |             |
| 5                 | 9 stycznia        | Nazca             | Arica             | Samochody/ciężarówki      | 337         | 172         | 509         |             |             |             |
| 6                 | 10 stycznia       | Arica             | Calama            | Razem                     | 313         | 454         | 767         |             |             |             |
| 7                 | 11 stycznia       | Calama            | Salta             | Motocykle/quady           | 586         | 220         | 806         |             |             |             |
| 7                 | 11 stycznia       | Calama            | Salta             | Samochody/ciężarówki      | 534         | 220         | 754         |             |             |             |
| 8                 | 12 stycznia       | Salta             | Tucumán           | Motocykle/quady           | 247         | 491         | 738         |             |             |             |
| 8                 | 12 stycznia       | Salta             | Tucumán           | Samochody                 | 379         | 470         | 849         |             |             |             |
| 8                 | 12 stycznia       | Salta             | Tucumán           | Ciężarówki                | 393         | 155         | 548         |             |             |             |
|                   | 13 stycznia       | Tucumán           | Tucumán           | Dzień wolny               | Dzień wolny | Dzień wolny | Dzień wolny | Dzień wolny | Dzień wolny | Dzień wolny |
| 9                 | 14 stycznia       | Tucumán           | Córdoba           | Motocykle/quady/samochody | 9           | 556         | 565         |             |             |             |
| 9                 | 14 stycznia       | Tucumán           | Córdoba           | Ciężarówki                | 393         | 155         | 548         |             |             |             |
| 10                | 15 stycznia       | Córdoba           | La Rioja          | Motocykle/quady           | 279         | 357         | 636         |             |             |             |
| 10                | 15 stycznia       | Córdoba           | La Rioja          | Samochody/ciężarówki      | 279         | 353         | 632         |             |             |             |
| 11                | 16 stycznia       | La Rioja          | Fiambalá          | Motocykle/quady           | 262         | 221         | 483         |             |             |             |
| 11                | 16 stycznia       | La Rioja          | Fiambalá          | Samochody/ciężarówki      | 262         | 219         | 481         |             |             |             |
| 12                | 17 stycznia       | Fiambalá          | Copiapó           | Razem                     | 396         | 319         | 715         |             |             |             |
| 13                | 18 stycznia       | Copiapó           | La Serena         | Razem                     | 294         | 441         | 735         |             |             |             |
| 14                | 19 stycznia       | La Serena         | Santiago          | Razem                     | 502         | 128         | 630         |             |             |             |
| Razem             | Razem             | Razem             | Razem             | Razem                     | Dojazd      | OS          | Całość      |             |             |             |
| Motocykle i quady | Motocykle i quady | Motocykle i quady | Motocykle i quady | Motocykle i quady         | 4277 km     | 4146 km     | 8423 km     |             |             |             |
| Samochody         | Samochody         | Samochody         | Samochody         | Samochody                 | 4419 km     | 4155 km     | 8574 km     |             |             |             |
| Ciężarówki        | Ciężarówki        | Ciężarówki        | Ciężarówki        | Ciężarówki                | 4580 km     | 3541 km     | 8121 km     |             |             |             |

## Wypadki
- Podczas siódmego etapu francuski motocyklista Thomas Bourgin na drodze dojazdowej do odcinka specjalnego zderzył się z jadącym z naprzeciwka samochodem policyjnym. W wyniku poniesionych obrażeń zmarł[7].

## Wyniki etapów

### Motocykle
| Miejsce | Klasyfikacja etapu | Marka  | Czas    |  | Miejsce | Klasyfikacja generalna | Marka  | Czas    |
| ------- | ------------------ | ------ | ------- |  | ------- | ---------------------- | ------ | ------- |
| 1       | Francisco López    | KTM    | 7′51″   |  | 1       | Francisco López        | KTM    | 7′51″   |
| 2       | Frans Verhoeven    | Yamaha | + 1″    |  | 2       | Frans Verhoeven        | Yamaha | + 5″    |
| 3       | Pablo Quintanilla  | Honda  | + 5″    |  | 3       | Pablo Quintanilla      | Honda  | + 25″   |
|         |                    |        |         |  |         |                        |        |         |
| 12      | Jakub Przygoński   | KTM    | + 30″   |  | 12      | Jakub Przygoński       | KTM    | + 2′30″ |
| 37      | Marek Dąbrowski    | KTM    | + 1′08″ |  | 37      | Marek Dąbrowski        | KTM    | + 5′40″ |
| 40      | Jacek Czachor      | KTM    | + 1′08″ |  | 39      | Jacek Czachor          | KTM    | + 5′40″ |

| Miejsce | Klasyfikacja etapu | Marka     | Czas      |  | Miejsce | Klasyfikacja generalna | Marka     | Czas      |
| ------- | ------------------ | --------- | --------- |  | ------- | ---------------------- | --------- | --------- |
| 1       | Joan Barreda Bort  | Husqvarna | 2h 42′31″ |  | 1       | Joan Barreda Bort      | Husqvarna | 3h 24′11″ |
| 2       | Juan Pedredo       | KTM       | + 3′16″   |  | 2       | Ruben Faria            | KTM       | + 5′36″   |
| 3       | Matt Fish          | Husqvarna | + 5′53″   |  | 3       | Juan Pedredo           | KTM       | + 6′36″   |
|         |                    |           |           |  |         |                        |           |           |
| 21      | Jacek Czachor      | KTM       | + 16′47″  |  | 21      | Jakub Przygoński       | KTM       | + 17′23″  |
| 24      | Jakub Przygoński   | KTM       | + 17′18″  |  | 26      | Jacek Czachor          | KTM       | + 20′02″  |
| 66      | Marek Dąbrowski    | KTM       | + 41′20″  |  | 61      | Marek Dąbrowski        | KTM       | + 44′35″  |

| Miejsce | Klasyfikacja etapu | Marka     | Czas      |  | Miejsce | Klasyfikacja generalna  | Marka | Czas        |
| ------- | ------------------ | --------- | --------- |  | ------- | ----------------------- | ----- | ----------- |
| 1       | Francisco López    | KTM       | 2h 37′54″ |  | 1       | Cyril Despres           | KTM   | 6h 15′03″   |
| 2       | Paulo Gonçalves    | Husqvarna | + 1′08″   |  | 2       | Francisco López         | KTM   | + 2′51″     |
| 3       | Cyril Despres      | KTM       | + 4′08″   |  | 3       | Pål Anders Ullevålseter | KTM   | + 4′59″     |
|         |                    |           |           |  |         |                         |       |             |
| 5       | Jakub Przygoński   | KTM       | + 5′20″   |  | 14      | Jakub Przygoński        | KTM   | + 14′45″    |
| 25      | Jacek Czachor      | KTM       | + 19′02″  |  | 30      | Jacek Czachor           | KTM   | + 26′06″    |
| 82      | Marek Dąbrowski    | KTM       | + 56′38″  |  | 69      | Marek Dąbrowski         | KTM   | + 1h 25′15″ |

| Miejsce | Klasyfikacja etapu | Marka     | Czas        |  | Miejsce | Klasyfikacja generalna | Marka  | Czas        |
| ------- | ------------------ | --------- | ----------- |  | ------- | ---------------------- | ------ | ----------- |
| 1       | Joan Barreda Bort  | Husqvarna | 3h 41′09″   |  | 1       | Olivier Pain           | Yamaha | 10h 10′38″  |
| 2       | Olivier Pain       | Yamaha    | + 8′23″     |  | 2       | David Casteu           | Yamaha | + 2′24″     |
| 3       | David Casteu       | Yamaha    | + 10′42″    |  | 3       | Cyril Despres          | KTM    | + 3′09″     |
|         |                    |           |             |  |         |                        |        |             |
| 9       | Jakub Przygoński   | KTM       | + 14′01″    |  | 9       | Jakub Przygoński       | KTM    | + 14′20″    |
| 33      | Jacek Czachor      | KTM       | + 35′53″    |  | 28      | Jacek Czachor          | KTM    | + 47′33″    |
| 101     | Marek Dąbrowski    | KTM       | + 1h 44′09″ |  | 80      | Marek Dąbrowski        | KTM    | + 2h 57′58″ |

| Miejsce | Klasyfikacja etapu | Marka  | Czas        |  | Miejsce | Klasyfikacja generalna | Marka  | Czas        |
| ------- | ------------------ | ------ | ----------- |  | ------- | ---------------------- | ------ | ----------- |
| 1       | David Casteu       | Yamaha | 1h 39′42″   |  | 1       | Olivier Pain           | Yamaha | 11h 51′29″  |
| 2       | Olivier Pain       | Yamaha | + 1′09″     |  | 2       | David Casteu           | Yamaha | + 1′15″     |
| 3       | Juan Pedredo       | KTM    | + 2′58″     |  | 3       | Cyril Despres          | KTM    | + 6′07″     |
|         |                    |        |             |  |         |                        |        |             |
| 11      | Jakub Przygoński   | KTM    | + 5′49″     |  | 8       | Jakub Przygoński       | KTM    | + 19′00″    |
| 37      | Jacek Czachor      | KTM    | + 18′49″    |  | 26      | Jacek Czachor          | KTM    | + 1h 05′13″ |
| 90      | Marek Dąbrowski    | KTM    | + 1h 04′53″ |  | 76      | Marek Dąbrowski        | KTM    | + 4h 01′42″ |

| Miejsce | Klasyfikacja etapu | Marka | Czas        |  | Miejsce | Klasyfikacja generalna | Marka  | Czas        |
| ------- | ------------------ | ----- | ----------- |  | ------- | ---------------------- | ------ | ----------- |
| 1       | Francisco López    | KTM   | 3h 36′21″   |  | 1       | Olivier Pain           | Yamaha | 15h 35′23″  |
| 2       | Ruben Faria        | KTM   | + 2′34″     |  | 2       | Cyril Despres          | KTM    | + 2′22″     |
| 3       | Cyril Despres      | KTM   | + 3′48″     |  | 3       | David Casteu           | Yamaha | + 4′48″     |
|         |                    |       |             |  |         |                        |        |             |
| 10      | Jakub Przygoński   | KTM   | + 7′48″     |  | 6       | Jakub Przygoński       | KTM    | + 19′15″    |
| 34      | Jacek Czachor      | KTM   | + 30′49″    |  | 26      | Jacek Czachor          | KTM    | + 1h 28′29″ |
| 73      | Marek Dąbrowski    | KTM   | + 1h 15′28″ |  | 72      | Marek Dąbrowski        | KTM    | + 5h 09′37″ |

| Miejsce | Klasyfikacja etapu | Marka  | Czas      |  | Miejsce | Klasyfikacja generalna | Marka  | Czas        |
| ------- | ------------------ | ------ | --------- |  | ------- | ---------------------- | ------ | ----------- |
| 1       | Kurt Caselli       | KTM    | 1h 51′31″ |  | 1       | Olivier Pain           | Yamaha | 17h 28′17″  |
| 2       | Francisco López    | KTM    | + 1′23″   |  | 2       | Francisco López        | KTM    | + 6′06″     |
| 3       | Olivier Pain       | Yamaha | + 1′23″   |  | 3       | David Casteu           | Yamaha | + 6′37″     |
|         |                    |        |           |  |         |                        |        |             |
| 7       | Jakub Przygoński   | KTM    | + 2′51″   |  | 6       | Jakub Przygoński       | KTM    | + 20′43″    |
| 30      | Jacek Czachor      | KTM    | + 11′43″  |  | 26      | Jacek Czachor          | KTM    | + 1h 38′49″ |
| 96      | Marek Dąbrowski    | KTM    | + 40′46″  |  | 72      | Marek Dąbrowski        | KTM    | + 5h 49′00″ |

| Miejsce | Klasyfikacja etapu | Marka     | Czas        |  | Miejsce | Klasyfikacja generalna | Marka  | Czas        |
| ------- | ------------------ | --------- | ----------- |  | ------- | ---------------------- | ------ | ----------- |
| 1       | Joan Barreda Bort  | Husqvarna | 2h 07′26″   |  | 1       | David Casteu           | Yamaha | 19h 56′33″  |
| 2       | Johnny Campbell    | Honda     | + 7′04″     |  | 2       | Ruben Faria            | KTM    | + 11′16″    |
| 3       | Ivan Jakes         | KTM       | + 7′57″     |  | 3       | Francisco López        | KTM    | + 12′00″    |
|         |                    |           |             |  |         |                        |        |             |
| 57      | Jacek Czachor      | KTM       | + 30′33″    |  | 8       | Jakub Przygoński       | KTM    | + 31′32″    |
| 59      | Jakub Przygoński   | KTM       | + 31′39″    |  | 24      | Jacek Czachor          | KTM    | + 1h 48′32″ |
| 115     | Marek Dąbrowski    | KTM       | + 1h 02′19″ |  | 79      | Marek Dąbrowski        | KTM    | + 6h 30′29″ |

| Miejsce | Klasyfikacja etapu | Marka     | Czas        |  | Miejsce | Klasyfikacja generalna | Marka | Czas        |
| ------- | ------------------ | --------- | ----------- |  | ------- | ---------------------- | ----- | ----------- |
| 1       | Cyril Despres      | KTM       | 5h 41′36″   |  | 1       | Ruben Faria            | KTM   | 25h 57′12″  |
| 2       | Joan Barreda Bort  | Husqvarna | + 4′03″     |  | 2       | Cyril Despres          | KTM   | + 5′23″     |
| 3       | Alessandro Botturi | Husqvarna | + 5′14″     |  | 3       | Francisco López        | KTM   | + 9′03″     |
|         |                    |           |             |  |         |                        |       |             |
| 13      | Jakub Przygoński   | KTM       | + 20′44″    |  | 9       | Jakub Przygoński       | KTM   | + 33′13″    |
| 36      | Jacek Czachor      | KTM       | + 45′03″    |  | 26      | Jacek Czachor          | KTM   | + 2h 14′32″ |
| 110     | Marek Dąbrowski    | KTM       | + 2h 07′05″ |  | 86      | Marek Dąbrowski        | KTM   | + 8h 18′31″ |

| Miejsce | Klasyfikacja etapu | Marka     | Czas      |  | Miejsce | Klasyfikacja generalna | Marka | Czas        |
| ------- | ------------------ | --------- | --------- |  | ------- | ---------------------- | ----- | ----------- |
| 1       | Joan Barreda Bort  | Husqvarna | 4h 43′14″ |  | 1       | Cyril Despres          | KTM   | 30h 47′04″  |
| 2       | Cyril Despres      | KTM       | + 1′15″   |  | 2       | Ruben Faria            | KTM   | + 1′37″     |
| 3       | Paulo Gonçalves    | Husqvarna | + 2′44″   |  | 3       | Francisco López        | KTM   | + 13′41″    |
|         |                    |           |           |  |         |                        |       |             |
| 42      | Jacek Czachor      | KTM       | + 36′42″  |  | 15      | Jakub Przygoński       | KTM   | + 1h 11′28″ |
| 53      | Jakub Przygoński   | KTM       | + 44′53″  |  | 25      | Jacek Czachor          | KTM   | + 2h 44′36″ |
| 70      | Marek Dąbrowski    | KTM       | + 59′34″  |  | 80      | Marek Dąbrowski        | KTM   | + 9h 16′50″ |

| Miejsce | Klasyfikacja etapu | Marka     | Czas        |  | Miejsce | Klasyfikacja generalna | Marka | Czas         |
| ------- | ------------------ | --------- | ----------- |  | ------- | ---------------------- | ----- | ------------ |
| 1       | Kurt Caselli       | KTM       | 2h 55′01″   |  | 1       | Cyril Despres          | KTM   | 33h 48′23″   |
| 2       | Paulo Gonçalves    | Husqvarna | + 4′45″     |  | 2       | Ruben Faria            | KTM   | + 13′16″     |
| 3       | Cyril Despres      | KTM       | + 6′24″     |  | 3       | Francisco López        | KTM   | + 18′08″     |
|         |                    |           |             |  |         |                        |       |              |
| 15      | Jakub Przygoński   | KTM       | + 28′41″    |  | 12      | Jakub Przygoński       | KTM   | + 1h 33′45″  |
| 57      | Jacek Czachor      | KTM       | + 53′09″    |  | 26      | Jacek Czachor          | KTM   | + 3h 31′21″  |
| 94      | Marek Dąbrowski    | KTM       | + 1h 44′13″ |  | 82      | Marek Dąbrowski        | KTM   | + 10h 54′39″ |

| Miejsce | Klasyfikacja etapu | Marka     | Czas        |  | Miejsce | Klasyfikacja generalna | Marka | Czas         |
| ------- | ------------------ | --------- | ----------- |  | ------- | ---------------------- | ----- | ------------ |
| 1       | Frans Verhoeven    | Yamaha    | 3h 49′20″   |  | 1       | Cyril Despres          | KTM   | 37h 46′59″   |
| 2       | Ruben Faria        | KTM       | + 1′38″     |  | 2       | Ruben Faria            | KTM   | + 5′39″      |
| 3       | Joan Barreda Bort  | Husqvarna | + 3′01″     |  | 3       | Francisco López        | KTM   | + 13′40″     |
|         |                    |           |             |  |         |                        |       |              |
| 6       | Jakub Przygoński   | KTM       | + 4′07″     |  | 10      | Jakub Przygoński       | KTM   | + 1h 28′37″  |
| 31      | Jacek Czachor      | KTM       | + 26′23″    |  | 24      | Jacek Czachor          | KTM   | + 3h 48′29″  |
| 85      | Marek Dąbrowski    | KTM       | + 1h 30′55″ |  | 80      | Marek Dąbrowski        | KTM   | + 12h 10′56″ |

| Miejsce | Klasyfikacja etapu | Marka     | Czas        |  | Miejsce | Klasyfikacja generalna | Marka | Czas         |
| ------- | ------------------ | --------- | ----------- |  | ------- | ---------------------- | ----- | ------------ |
| 1       | Francisco López    | KTM       | 3h 44′54″   |  | 1       | Cyril Despres          | KTM   | 41h 37′18″   |
| 2       | Cyril Despres      | KTM       | + 5′25″     |  | 2       | Francisco López        | KTM   | + 8′15″      |
| 3       | Paulo Gonçalves    | Husqvarna | + 5′29″     |  | 3       | Ruben Faria            | KTM   | + 14′41″     |
|         |                    |           |             |  |         |                        |       |              |
| 9       | Jakub Przygoński   | KTM       | + 11′02″    |  | 11      | Jakub Przygoński       | KTM   | + 1h 34′14″  |
| 32      | Jacek Czachor      | KTM       | + 36′45″    |  | 22      | Jacek Czachor          | KTM   | + 4h 19′49″  |
| 79      | Marek Dąbrowski    | KTM       | + 1h 30′16″ |  | 80      | Marek Dąbrowski        | KTM   | + 13h 35′47″ |

| Miejsce | Klasyfikacja etapu | Marka     | Czas      |  | Miejsce | Klasyfikacja generalna | Marka | Czas         |
| ------- | ------------------ | --------- | --------- |  | ------- | ---------------------- | ----- | ------------ |
| 1       | Ruben Faria        | KTM       | 1h 43′06″ |  | 1       | Cyril Despres          | KTM   | 43h 24′22″   |
| 2       | Joan Barreda Bort  | Husqvarna | + 8″      |  | 2       | Ruben Faria            | KTM   | + 10′43″     |
| 3       | Helder Rodrigues   | Honda     | + 24″     |  | 3       | Francisco López        | KTM   | + 18′48″     |
|         |                    |           |           |  |         |                        |       |              |
| 13      | Jakub Przygoński   | KTM       | + 3′43″   |  | 11      | Jakub Przygoński       | KTM   | + 1h 33′59″  |
| 36      | Jacek Czachor      | KTM       | + 13′37″  |  | 22      | Jacek Czachor          | KTM   | + 4h 29′28″  |
| 65      | Marek Dąbrowski    | KTM       | + 19′15″  |  | 80      | Marek Dąbrowski        | KTM   | + 13h 51′04″ |

### Quady
| Miejsce | Klasyfikacja etapu       | Marka  | Czas    |  | Miejsce | Klasyfikacja generalna   | Marka  | Czas    |
| ------- | ------------------------ | ------ | ------- |  | ------- | ------------------------ | ------ | ------- |
| 1       | Ignacio Flores Seminario | Yamaha | 9′22″   |  | 1       | Ignacio Flores Seminario | Yamaha | 9′22″   |
| 2       | Sebastian Husseini       | Honda  | + 11″   |  | 2       | Sebastian Husseini       | Honda  | + 55″   |
| 3       | Marcos Patronelli        | Yamaha | + 15″   |  | 3       | Marcos Patronelli        | Yamaha | + 1′15″ |
|         |                          |        |         |  |         |                          |        |         |
| 8       | Rafał Sonik              | Yamaha | + 43″   |  | 8       | Rafał Sonik              | Yamaha | + 3′35″ |
| 24      | Łukasz Łaskawiec         | Yamaha | + 1′52″ |  | 24      | Łukasz Łaskawiec         | Yamaha | + 9′20″ |

| Miejsce | Klasyfikacja etapu     | Marka  | Czas      |  | Miejsce | Klasyfikacja generalna | Marka  | Czas      |
| ------- | ---------------------- | ------ | --------- |  | ------- | ---------------------- | ------ | --------- |
| 1       | Marcos Patronelli      | Yamaha | 3h 02′40″ |  | 1       | Marcos Patronelli      | Yamaha | 3h 50′45″ |
| 2       | Sebastian Husseini     | Honda  | + 1′06″   |  | 2       | Sebastian Husseini     | Honda  | + 46″     |
| 3       | Ignacio Nicolás Casale | Yamaha | + 8′54″   |  | 3       | Ignacio Nicolás Casale | Yamaha | + 9′19″   |
|         |                        |        |           |  |         |                        |        |           |
| 6       | Rafał Sonik            | Yamaha | + 15′32″  |  | 5       | Rafał Sonik            | Yamaha | + 17′52″  |
| 18      | Łukasz Łaskawiec       | Yamaha | + 37′35″  |  | 19      | Łukasz Łaskawiec       | Yamaha | + 45′40″  |

| Miejsce | Klasyfikacja etapu | Marka  | Czas      |   | Miejsce          | Klasyfikacja generalna | Marka       | Czas      |
| ------- | ------------------ | ------ | --------- | - | ---------------- | ---------------------- | ----------- | --------- |
| 1       | Marcos Patronelli  | Yamaha | 3h 04′55″ |   | 1                | Marcos Patronelli      | Yamaha      | 6h 55′40″ |
| 2       | Sebastian Husseini | Honda  | + 3′32″   |   | 2                | Sebastian Husseini     | Honda       | + 4′18″   |
| 3       | Rafał Sonik        | Yamaha | + 15′44″  |   | 3                | Ignacio Nicolás Casale | Yamaha      | + 29′38″  |
|         |                    |        |           |   |                  |                        |             |           |
| 4       | Łukasz Łaskawiec   | Yamaha | + 16′20″  |   | 4                | Rafał Sonik            | Yamaha      | + 33′36″  |
|         |                    |        |           | 8 | Łukasz Łaskawiec | Yamaha                 | + 1h 02′00″ |           |

| Miejsce | Klasyfikacja etapu | Marka  | Czas      |  | Miejsce | Klasyfikacja generalna | Marka  | Czas        |
| ------- | ------------------ | ------ | --------- |  | ------- | ---------------------- | ------ | ----------- |
| 1       | Marcos Patronelli  | Yamaha | 4h 25′46″ |  | 1       | Marcos Patronelli      | Yamaha | 11h 21′26″  |
| 2       | Sebastian Husseini | Honda  | + 9′48″   |  | 2       | Sebastian Husseini     | Honda  | + 14′06″    |
| 3       | Łukasz Łaskawiec   | Yamaha | + 15′45″  |  | 3       | Rafał Sonik            | Yamaha | + 1h 00′17″ |
|         |                    |        |           |  |         |                        |        |             |
| 4       | Rafał Sonik        | Yamaha | + 26′41″  |  | 5       | Łukasz Łaskawiec       | Yamaha | + 1h 17′45″ |

| Miejsce | Klasyfikacja etapu     | Marka  | Czas      |  | Miejsce | Klasyfikacja generalna | Marka  | Czas        |
| ------- | ---------------------- | ------ | --------- |  | ------- | ---------------------- | ------ | ----------- |
| 1       | Marcos Patronelli      | Yamaha | 1h 59′30″ |  | 1       | Marcos Patronelli      | Yamaha | 13h 20′56″  |
| 2       | Łukasz Łaskawiec       | Yamaha | + 3′00″   |  | 2       | Ignacio Nicolás Casale | Yamaha | +1h 18′32″  |
| 3       | Ignacio Nicolás Casale | Yamaha | + 14′14″  |  | 3       | Łukasz Łaskawiec       | Yamaha | + 1h 20′45″ |
|         |                        |        |           |  |         |                        |        |             |
| 10      | Rafał Sonik            | Yamaha | + 30′05″  |  | 4       | Rafał Sonik            | Yamaha | + 1h 30′22″ |

| Miejsce | Klasyfikacja etapu     | Marka  | Czas        |  | Miejsce | Klasyfikacja generalna | Marka  | Czas        |
| ------- | ---------------------- | ------ | ----------- |  | ------- | ---------------------- | ------ | ----------- |
| 1       | Ignacio Nicolás Casale | Yamaha | 4h 15′21″   |  | 1       | Marcos Patronelli      | Yamaha | 17h 42′53″  |
| 2       | Marcos Patronelli      | Yamaha | + 6′36″     |  | 2       | Ignacio Nicolás Casale | Yamaha | + 1h 11′56″ |
| 3       | Sarel van Biljon       | E-ATV  | + 10′30″    |  | 3       | Rafał Sonik            | Yamaha | + 1h 48′00″ |
|         |                        |        |             |  |         |                        |        |             |
| 7       | Rafał Sonik            | Yamaha | + 24′14″    |  | 6       | Łukasz Łaskawiec       | Yamaha | + 2h 35′15″ |
| 21      | Łukasz Łaskawiec       | Yamaha | + 1h 21′06″ |  |         |                        |        |             |

| Miejsce | Klasyfikacja etapu | Marka  | Czas      |  | Miejsce | Klasyfikacja generalna | Marka  | Czas        |
| ------- | ------------------ | ------ | --------- |  | ------- | ---------------------- | ------ | ----------- |
| 1       | Sebastián Palma    | Can-Am | 2h 25′06″ |  | 1       | Marcos Patronelli      | Yamaha | 20h 08′33″  |
| 2       | Marcos Patronelli  | Yamaha | + 34″     |  | 2       | Ignacio Nicolás Casale | Yamaha | + 1h 14′30″ |
| 3       | Sarel van Biljon   | E-ATV  | + 38″     |  | 3       | Rafał Sonik            | Yamaha | + 1h 50′46″ |
|         |                    |        |           |  |         |                        |        |             |
| 5       | Rafał Sonik        | Yamaha | + 3′20″   |  | 6       | Łukasz Łaskawiec       | Yamaha | + 2h 43′56″ |
| 12      | Łukasz Łaskawiec   | Yamaha | + 9′15″   |  |         |                        |        |             |

| Miejsce | Klasyfikacja etapu | Marka  | Czas      |  | Miejsce | Klasyfikacja generalna | Marka  | Czas        |
| ------- | ------------------ | ------ | --------- |  | ------- | ---------------------- | ------ | ----------- |
| 1       | Sarel van Biljon   | E-ATV  | 2h 28′13″ |  | 1       | Marcos Patronelli      | Yamaha | 22h 38′35″  |
| 2       | Marcos Patronelli  | Yamaha | + 1′49″   |  | 2       | Ignacio Nicolás Casale | Yamaha | + 1h 23′55″ |
| 3       | Sebastián Palma    | Can-Am | + 2′36″   |  | 3       | Sarel van Biljon       | E-ATV  | + 2h 00′29″ |
|         |                    |        |           |  |         |                        |        |             |
| 6       | Łukasz Łaskawiec   | Yamaha | + 9′47″   |  | 4       | Rafał Sonik            | Yamaha | + 2h 03′44″ |
| 10      | Rafał Sonik        | Yamaha | + 14′47″  |  | 7       | Łukasz Łaskawiec       | Yamaha | + 3h 06′54″ |

| Miejsce | Klasyfikacja etapu | Marka  | Czas      |  | Miejsce | Klasyfikacja generalna | Marka  | Czas        |
| ------- | ------------------ | ------ | --------- |  | ------- | ---------------------- | ------ | ----------- |
| 1       | Łukasz Łaskawiec   | Yamaha | 6h 26′39″ |  | 1       | Marcos Patronelli      | Yamaha | 29h 06′19″  |
| 2       | Marcos Patronelli  | Yamaha | + 1′05″   |  | 2       | Ignacio Nicolás Casale | Yamaha | + 1h 32′28″ |
| 3       | Sebastian Husseini | Honda  | + 4′53″   |  | 3       | Rafał Sonik            | Yamaha | + 2h 08′44″ |
|         |                    |        |           |  |         |                        |        |             |
| 4       | Rafał Sonik        | Yamaha | + 6′05″   |  | 5       | Łukasz Łaskawiec       | Yamaha | + 3h 05′49″ |

| Miejsce | Klasyfikacja etapu     | Marka  | Czas      |  | Miejsce | Klasyfikacja generalna | Marka  | Czas        |
| ------- | ---------------------- | ------ | --------- |  | ------- | ---------------------- | ------ | ----------- |
| 1       | Łukasz Łaskawiec       | Yamaha | 5h 19′12″ |  | 1       | Marcos Patronelli      | Yamaha | 34h 31′47″  |
| 2       | Ignacio Nicolás Casale | Yamaha | + 1′35″   |  | 2       | Ignacio Nicolás Casale | Yamaha | + 1h 27′47″ |
| 3       | Rafał Sonik            | Yamaha | + 3′23″   |  | 3       | Rafał Sonik            | Yamaha | + 2h 05′51″ |
|         |                        |        |           |  |         |                        |        |             |
|         |                        |        |           |  | 4       | Łukasz Łaskawiec       | Yamaha | + 2h 59′33″ |

| Miejsce | Klasyfikacja etapu | Marka  | Czas      |  | Miejsce | Klasyfikacja generalna | Marka  | Czas        |
| ------- | ------------------ | ------ | --------- |  | ------- | ---------------------- | ------ | ----------- |
| 1       | Paul Smith         | Honda  | 3h 46′04″ |  | 1       | Marcos Patronelli      | Yamaha | 38h 23′33″  |
| 2       | Marcos Patronelli  | Yamaha | + 5′42″   |  | 2       | Ignacio Nicolás Casale | Yamaha | + 1h 50′22″ |
| 3       | Gastón González    | Yamaha | + 9′18″   |  | 3       | Rafał Sonik            | Yamaha | + 2h 46′59″ |
|         |                    |        |           |  |         |                        |        |             |
| 12      | Rafał Sonik        | Yamaha | + 46′50″  |  | 6       | Łukasz Łaskawiec       | Yamaha | + 3h 47′21″ |
| 15      | Łukasz Łaskawiec   | Yamaha | + 53′30″  |  |         |                        |        |             |

| Miejsce | Klasyfikacja etapu     | Marka  | Czas        |  | Miejsce | Klasyfikacja generalna | Marka  | Czas        |
| ------- | ---------------------- | ------ | ----------- |  | ------- | ---------------------- | ------ | ----------- |
| 1       | Sebastian Husseini     | Honda  | 4h 36′54″   |  | 1       | Marcos Patronelli      | Yamaha | 43h 01′35″  |
| 2       | Marcos Patronelli      | Yamaha | + 1′08″     |  | 2       | Ignacio Nicolás Casale | Yamaha | + 1h 52′35″ |
| 3       | Ignacio Nicolás Casale | Yamaha | + 3′21″     |  | 3       | Rafał Sonik            | Yamaha | + 3h 04′20″ |
|         |                        |        |             |  |         |                        |        |             |
| 5       | Rafał Sonik            | Yamaha | + 18′29″    |  | 17      | Łukasz Łaskawiec       | Yamaha | + 8h 23′32″ |
| 25      | Łukasz Łaskawiec       | Yamaha | + 4h 37′29″ |  |         |                        |        |             |

| Miejsce | Klasyfikacja etapu     | Marka  | Czas      |  | Miejsce | Klasyfikacja generalna | Marka  | Czas        |
| ------- | ---------------------- | ------ | --------- |  | ------- | ---------------------- | ------ | ----------- |
| 1       | Sarel van Biljon       | E-ATV  | 4h 42′45″ |  | 1       | Marcos Patronelli      | Yamaha | 47h 47′19″  |
| 2       | Sebastian Husseini     | Honda  | + 41″     |  | 2       | Ignacio Nicolás Casale | Yamaha | + 1h 50′24″ |
| 3       | Ignacio Nicolás Casale | Yamaha | + 48″     |  | 3       | Rafał Sonik            | Yamaha | + 3h 14′43″ |
|         |                        |        |           |  |         |                        |        |             |
| 6       | Rafał Sonik            | Yamaha | + 13′22″  |  | 13      | Łukasz Łaskawiec       | Yamaha | + 8h 35′30″ |
| 7       | Łukasz Łaskawiec       | Yamaha | + 14′47″  |  |         |                        |        |             |

| Miejsce | Klasyfikacja etapu | Marka  | Czas      |  | Miejsce | Klasyfikacja generalna | Marka  | Czas        |
| ------- | ------------------ | ------ | --------- |  | ------- | ---------------------- | ------ | ----------- |
| 1       | Sarel van Biljon   | E-ATV  | 1h 54′05″ |  | 1       | Marcos Patronelli      | Yamaha | 49h 42′42″  |
| 2       | Sebastian Husseini | Honda  | + 37″     |  | 2       | Ignacio Nicolás Casale | Yamaha | + 1h 50′35″ |
| 3       | Marcos Patronelli  | Yamaha | + 1′18″   |  | 3       | Rafał Sonik            | Yamaha | + 3h 16′49″ |
|         |                    |        |           |  |         |                        |        |             |
| 4       | Łukasz Łaskawiec   | Yamaha | + 1′19″   |  | 13      | Łukasz Łaskawiec       | Yamaha | + 8h 35′31″ |
| 7       | Rafał Sonik        | Yamaha | + 3′24″   |  |         |                        |        |             |

### Samochody
| Miejsce | Klasyfikacja etapu                            | Marka      | Czas    |  | Miejsce | Klasyfikacja generalna                        | Marka      | Czas    |
| ------- | --------------------------------------------- | ---------- | ------- |  | ------- | --------------------------------------------- | ---------- | ------- |
| 1       | Carlos Sainz Timo Gottschalk                  | Buggy      | 7′40″   |  | 1       | Carlos Sainz Timo Gottschalk                  | Buggy      | 7′40″   |
| 2       | Lucio Ezequiel Álvarez Bernardo Rolando Graue | Toyota     | + 8″    |  | 2       | Lucio Ezequiel Álvarez Bernardo Rolando Graue | Toyota     | + 24″   |
| 3       | Guerlain Chicherit Jean-Pierre Garcin         | SMG        | + 10″   |  | 3       | Guerlain Chicherit Jean-Pierre Garcin         | SMG        | + 30″   |
|         |                                               |            |         |  |         |                                               |            |         |
| 6       | Krzysztof Hołowczyc Filipe Palmeiro           | MINI       | + 34″   |  | 6       | Krzysztof Hołowczyc Filipe Palmeiro           | MINI       | + 1′42″ |
| 14      | Adam Małysz Rafał Marton                      | Toyota     | + 46″   |  | 14      | Adam Małysz Rafał Marton                      | Toyota     | + 2′18″ |
| 30      | Szymon Ruta Laurent Lichtleuchter             | Toyota     | + 1′15″ |  | 30      | Szymon Ruta Laurent Lichtleuchter             | Toyota     | + 3′45″ |
| 50      | Piotr Beaupre Jacek Lisicki                   | BMW        | + 2′11″ |  | 50      | Piotr Beaupre Jacek Lisicki                   | BMW        | + 6′33″ |
| 61      | Dariusz Żyła Pierre Calmon                    | Mitsubishi | + 2′30″ |  | 61      | Dariusz Żyła Pierre Calmon                    | Mitsubishi | + 7′30″ |

| Miejsce | Klasyfikacja etapu                     | Marka      | Czas        |  | Miejsce | Klasyfikacja generalna                 | Marka      | Czas        |
| ------- | -------------------------------------- | ---------- | ----------- |  | ------- | -------------------------------------- | ---------- | ----------- |
| 1       | Carlos Sainz Timo Gottschalk           | Buggy      | 2h 32′15″   |  | 1       | Carlos Sainz Timo Gottschalk           | Buggy      | 2h 55′15″   |
| 2       | Stéphane Peterhansel Jean Paul Cottret | MINI       | + 3′23″     |  | 2       | Stéphane Peterhansel Jean Paul Cottret | MINI       | + 5′05″     |
| 3       | Giniel de Villiers Dirk von Zitzewitz  | Toyota     | + 5′58″     |  | 3       | Giniel de Villiers Dirk von Zitzewitz  | Toyota     | + 7′43″     |
|         |                                        |            |             |  |         |                                        |            |             |
| 9       | Krzysztof Hołowczyc Filipe Palmeiro    | MINI       | + 17′23″    |  | 8       | Krzysztof Hołowczyc Filipe Palmeiro    | MINI       | + 19′05″    |
| 26      | Adam Małysz Rafał Marton               | Toyota     | + 45′38″    |  | 22      | Adam Małysz Rafał Marton               | Toyota     | + 47′56″    |
| 40      | Szymon Ruta Laurent Lichtleuchter      | Toyota     | + 1h 04′31″ |  | 35      | Szymon Ruta Laurent Lichtleuchter      | Toyota     | + 1h 18′16″ |
| 63      | Piotr Beaupre Jacek Lisicki            | BMW        | + 1h 43′54″ |  | 58      | Piotr Beaupre Jacek Lisicki            | BMW        | + 1h 50′27″ |
| 70      | Dariusz Żyła Pierre Calmon             | Mitsubishi | + 2h 11′23″ |  | 68      | Dariusz Żyła Pierre Calmon             | Mitsubishi | + 2h 18′53″ |

| Miejsce | Klasyfikacja etapu                     | Marka      | Czas        |  | Miejsce | Klasyfikacja generalna                        | Marka      | Czas        |
| ------- | -------------------------------------- | ---------- | ----------- |  | ------- | --------------------------------------------- | ---------- | ----------- |
| 1       | Nasser Al-Attiyah Lucas Cruz           | Buggy      | 2h 30′14″   |  | 1       | Stéphane Peterhansel Jean Paul Cottret        | MINI       | 5h 34′26″   |
| 2       | Robby Gordon Kellon Walch              | Hummer     | + 1′18″     |  | 2       | Nasser Al-Attiyah Lucas Cruz                  | Buggy      | + 6′33″     |
| 3       | Stéphane Peterhansel Jean Paul Cottret | MINI       | + 3′52″     |  | 3       | Lucio Ezequiel Álvarez Bernardo Rolando Graue | Toyota     | + 18′11″    |
|         |                                        |            |             |  |         |                                               |            |             |
| 23      | Adam Małysz Rafał Marton               | Toyota     | + 46′58″    |  | 21      | Adam Małysz Rafał Marton                      | Toyota     | + 1h 25′57″ |
| 88      | Piotr Beaupre Jacek Lisicki            | BMW        | + 2h 57′41″ |  | 65      | Piotr Beaupre Jacek Lisicki                   | BMW        | + 4h 39′11″ |
| 103     | Dariusz Żyła Pierre Calmon             | Mitsubishi | + 3h 26′49″ |  | 81      | Dariusz Żyła Pierre Calmon                    | Mitsubishi | + 5h 36′45″ |
| 124     | Szymon Ruta Laurent Lichtleuchter      | Toyota     | + 5h 28′11″ |  | 94      | Szymon Ruta Laurent Lichtleuchter             | Toyota     | + 6h 27′30″ |

| Miejsce | Klasyfikacja etapu                     | Marka      | Czas        |  | Miejsce | Klasyfikacja generalna                 | Marka      | Czas         |
| ------- | -------------------------------------- | ---------- | ----------- |  | ------- | -------------------------------------- | ---------- | ------------ |
| 1       | Nasser Al-Attiyah Lucas Cruz           | Buggy      | 3h 28′46″   |  | 1       | Stéphane Peterhansel Jean Paul Cottret | MINI       | 9h 04′29″    |
| 2       | Guerlain Chicherit Jean-Pierre Garcin  | SMG        | + 0′36″     |  | 2       | Nasser Al-Attiyah Lucas Cruz           | Buggy      | + 5′16″      |
| 3       | Stéphane Peterhansel Jean Paul Cottret | MINI       | + 1′17″     |  | 3       | Giniel de Villiers Dirk von Zitzewitz  | Toyota     | + 33′22″     |
|         |                                        |            |             |  |         |                                        |            |              |
| 18      | Adam Małysz Rafał Marton               | Toyota     | + 59′48″    |  | 19      | Adam Małysz Rafał Marton               | Toyota     | + 2h 24′28″  |
| 51      | Szymon Ruta Laurent Lichtleuchter      | Toyota     | + 2h 51′04″ |  | 58      | Piotr Beaupre Jacek Lisicki            | BMW        | + 8h 13′43″  |
| 69      | Piotr Beaupre Jacek Lisicki            | BMW        | + 3h 35′49″ |  | 70      | Szymon Ruta Laurent Lichtleuchter      | Toyota     | + 9h 17′17″  |
| 105     | Dariusz Żyła Pierre Calmon             | Mitsubishi | + 5h 58′56″ |  | 88      | Dariusz Żyła Pierre Calmon             | Mitsubishi | + 11h 34′24″ |

| Miejsce | Klasyfikacja etapu                     | Marka      | Czas      |  | Miejsce | Klasyfikacja generalna                 | Marka      | Czas         |
| ------- | -------------------------------------- | ---------- | --------- |  | ------- | -------------------------------------- | ---------- | ------------ |
| 1       | Nani Roma Michel Périn                 | MINI       | 1h 49′40″ |  | 1       | Stéphane Peterhansel Jean Paul Cottret | MINI       | 10h 55′32″   |
| 2       | Stéphane Peterhansel Jean Paul Cottret | MINI       | + 1′23″   |  | 2       | Nasser Al-Attiyah Lucas Cruz           | Buggy      | + 9′54″      |
| 3       | Robby Gordon Kellon Walch              | Hummer     | + 1′41″   |  | 3       | Giniel de Villiers Dirk von Zitzewitz  | Toyota     | + 33′50″     |
|         |                                        |            |           |  |         |                                        |            |              |
| 26      | Szymon Ruta Laurent Lichtleuchter      | Toyota     | + 18′03″  |  | 19      | Adam Małysz Rafał Marton               | Toyota     | + 2h 42′33″  |
| 27      | Adam Małysz Rafał Marton               | Toyota     | + 19′28″  |  | 56      | Piotr Beaupre Jacek Lisicki            | BMW        | + 9h 04′41″  |
| 64      | Piotr Beaupre Jacek Lisicki            | BMW        | + 48′21″  |  | 62      | Szymon Ruta Laurent Lichtleuchter      | Toyota     | + 9h 33′57″  |
| 70      | Dariusz Żyła Pierre Calmon             | Mitsubishi | + 50′46″  |  | 92      | Dariusz Żyła Pierre Calmon             | Mitsubishi | + 14h 23′47″ |

| Miejsce | Klasyfikacja etapu                     | Marka      | Czas        |  | Miejsce | Klasyfikacja generalna                 | Marka      | Czas         |
| ------- | -------------------------------------- | ---------- | ----------- |  | ------- | -------------------------------------- | ---------- | ------------ |
| 1       | Nasser Al-Attiyah Lucas Cruz           | Buggy      | 3h 32′08″   |  | 1       | Stéphane Peterhansel Jean Paul Cottret | MINI       | 14h 36′16″   |
| 2       | Stéphane Peterhansel Jean Paul Cottret | MINI       | + 8′36″     |  | 2       | Nasser Al-Attiyah Lucas Cruz           | Buggy      | + 1′18″      |
| 3       | Robby Gordon Kellon Walch              | Hummer     | + 13′52″    |  | 3       | Giniel de Villiers Dirk von Zitzewitz  | Toyota     | + 42′31″     |
|         |                                        |            |             |  |         |                                        |            |              |
| 18      | Adam Małysz Rafał Marton               | Toyota     | + 47′08″    |  | 18      | Adam Małysz Rafał Marton               | Toyota     | + 3h 21′05″  |
| 47      | Piotr Beaupre Jacek Lisicki            | BMW        | + 2h 14′48″ |  | 49      | Piotr Beaupre Jacek Lisicki            | BMW        | + 11h 10′59″ |
| 62      | Dariusz Żyła Pierre Calmon             | Mitsubishi | + 2h 50′11″ |  | 68      | Dariusz Żyła Pierre Calmon             | Mitsubishi | + 17h 05′22″ |

| Miejsce | Klasyfikacja etapu                     | Marka      | Czas      |  | Miejsce | Klasyfikacja generalna                 | Marka      | Czas         |
| ------- | -------------------------------------- | ---------- | --------- |  | ------- | -------------------------------------- | ---------- | ------------ |
| 1       | Stéphane Peterhansel Jean Paul Cottret | MINI       | 1h 47′27″ |  | 1       | Stéphane Peterhansel Jean Paul Cottret | MINI       | 16h 23′43″   |
| 2       | Guerlain Chicherit Jean-Pierre Garcin  | SMG        | + 39″     |  | 2       | Nasser Al-Attiyah Lucas Cruz           | Buggy      | + 3′14″      |
| 3       | Robby Gordon Kellon Walch              | Hummer     | + 1′08″   |  | 3       | Giniel de Villiers Dirk von Zitzewitz  | Toyota     | + 44′03″     |
|         |                                        |            |           |  |         |                                        |            |              |
| 19      | Adam Małysz Rafał Marton               | Toyota     | + 13′29″  |  | 17      | Adam Małysz Rafał Marton               | Toyota     | + 3h 34′34″  |
| 70      | Piotr Beaupre Jacek Lisicki            | BMW        | + 41′20″  |  | 52      | Piotr Beaupre Jacek Lisicki            | BMW        | + 11h 52′13″ |
| 75      | Dariusz Żyła Pierre Calmon             | Mitsubishi | + 46′01″  |  | 74      | Dariusz Żyła Pierre Calmon             | Mitsubishi | + 17h 51′23″ |

| Miejsce           | Klasyfikacja etapu                    | Marka      | Czas      |  | Miejsce | Klasyfikacja generalna                 | Marka      | Czas         |
| ----------------- | ------------------------------------- | ---------- | --------- |  | ------- | -------------------------------------- | ---------- | ------------ |
| 1                 | Guerlain Chicherit Jean-Pierre Garcin | SMG        | 1h 55′06″ |  | 1       | Stéphane Peterhansel Jean Paul Cottret | MINI       | 18h 31′04″   |
| 2                 | Orlando Terranova Paulo Fiuza         | BMW        | + 4′02″   |  | 2       | Nasser Al-Attiyah Lucas Cruz           | Buggy      | + 3′14″      |
| 3                 | Robby Gordon Kellon Walch             | Hummer     | + 5′17″   |  | 3       | Giniel de Villiers Dirk von Zitzewitz  | Toyota     | + 44′03″     |
|                   |                                       |            |           |  |         |                                        |            |              |
| nie klasyfikowani | Adam Małysz Rafał Marton              | Toyota     | –         |  | 17      | Adam Małysz Rafał Marton               | Toyota     | + 3h 34′34″  |
| nie klasyfikowani | Piotr Beaupre Jacek Lisicki           | BMW        | –         |  | 52      | Piotr Beaupre Jacek Lisicki            | BMW        | + 11h 52′13″ |
| nie klasyfikowani | Dariusz Żyła Pierre Calmon            | Mitsubishi | –         |  | 74      | Dariusz Żyła Pierre Calmon             | Mitsubishi | + 17h 51′23″ |

| Miejsce           | Klasyfikacja etapu                     | Marka      | Czas        |  | Miejsce           | Klasyfikacja generalna                 | Marka      | Czas         |
| ----------------- | -------------------------------------- | ---------- | ----------- |  | ----------------- | -------------------------------------- | ---------- | ------------ |
| 1                 | Nani Roma Michel Périn                 | MINI       | 5h 36′28″   |  | 1                 | Stéphane Peterhansel Jean Paul Cottret | MINI       | 24h 11′43″   |
| 2                 | Stéphane Peterhansel Jean Paul Cottret | MINI       | + 4′11″     |  | 2                 | Giniel de Villiers Dirk von Zitzewitz  | Toyota     | + 49′31″     |
| 3                 | Orlando Terranova Paulo Fiuza          | BMW        | + 6′54″     |  | 3                 | Leonid Nowickij Konstantin Żiłcow      | MINI       | + 56′03″     |
|                   |                                        |            |             |  |                   |                                        |            |              |
| 16                | Adam Małysz Rafał Marton               | Toyota     | + 38′41″    |  | 14                | Adam Małysz Rafał Marton               | Toyota     | + 4h 09′04″  |
| 39                | Piotr Beaupre Jacek Lisicki            | BMW        | + 1h 15′58″ |  | 41                | Piotr Beaupre Jacek Lisicki            | BMW        | + 13h 04′00″ |
| nie klasyfikowani | Dariusz Żyła Pierre Calmon             | Mitsubishi | –           |  | nie klasyfikowani | Dariusz Żyła Pierre Calmon             | Mitsubishi | –            |

| Miejsce | Klasyfikacja etapu                     | Marka      | Czas        |  | Miejsce | Klasyfikacja generalna                 | Marka      | Czas         |
| ------- | -------------------------------------- | ---------- | ----------- |  | ------- | -------------------------------------- | ---------- | ------------ |
| 1       | Orlando Terranova Paulo Fiuza          | BMW        | 3h 57′58″   |  | 1       | Stéphane Peterhansel Jean Paul Cottret | MINI       | 28h 12′00″   |
| 2       | Nani Roma Michel Périn                 | MINI       | + 2′07″     |  | 2       | Giniel de Villiers Dirk von Zitzewitz  | Toyota     | + 52′38″     |
| 3       | Stéphane Peterhansel Jean Paul Cottret | MINI       | + 2′19″     |  | 3       | Leonid Nowickij Konstantin Żiłcow      | MINI       | + 1h 08′40″  |
|         |                                        |            |             |  |         |                                        |            |              |
| 20      | Adam Małysz Rafał Marton               | Toyota     | + 29′43″    |  | 14      | Adam Małysz Rafał Marton               | Toyota     | + 4h 36′28″  |
| 34      | Piotr Beaupre Jacek Lisicki            | BMW        | + 44′49″    |  | 40      | Piotr Beaupre Jacek Lisicki            | BMW        | + 13h 46′30″ |
| 66      | Dariusz Żyła Pierre Calmon             | Mitsubishi | + 1h 28′51″ |  | 81      | Dariusz Żyła Pierre Calmon             | Mitsubishi | + 30h 37′16″ |

| Miejsce | Klasyfikacja etapu                            | Marka      | Czas     |  | Miejsce | Klasyfikacja generalna                 | Marka      | Czas         |
| ------- | --------------------------------------------- | ---------- | -------- |  | ------- | -------------------------------------- | ---------- | ------------ |
| 1       | Robby Gordon Kellon Walch                     | Hummer     | 50′21″   |  | 1       | Stéphane Peterhansel Jean Paul Cottret | MINI       | 29h 07′25″   |
| 2       | Ronan Chabot Gilles Pillot                    | SMG        | + 1′08″  |  | 2       | Giniel de Villiers Dirk von Zitzewitz  | Toyota     | + 51′59″     |
| 3       | Lucio Ezequiel Álvarez Bernardo Rolando Graue | Toyota     | + 2′17″  |  | 3       | Leonid Nowickij Konstantin Żiłcow      | MINI       | + 1h 26′40″  |
|         |                                               |            |          |  |         |                                        |            |              |
| 13      | Adam Małysz Rafał Marton                      | Toyota     | + 9′19″  |  | 14      | Adam Małysz Rafał Marton               | Toyota     | + 4h 40′43″  |
| 34      | Piotr Beaupre Jacek Lisicki                   | BMW        | + 23′04″ |  | 40      | Piotr Beaupre Jacek Lisicki            | BMW        | + 14h 04′30″ |
| 66      | Dariusz Żyła Pierre Calmon                    | Mitsubishi | + 23′04″ |  | 83      | Dariusz Żyła Pierre Calmon             | Mitsubishi | + 30h 55′16″ |

| Miejsce | Klasyfikacja etapu                    | Marka      | Czas        |  | Miejsce | Klasyfikacja generalna                 | Marka      | Czas         |
| ------- | ------------------------------------- | ---------- | ----------- |  | ------- | -------------------------------------- | ---------- | ------------ |
| 1       | Nani Roma Michel Périn                | MINI       | 3h 36′34″   |  | 1       | Stéphane Peterhansel Jean Paul Cottret | MINI       | 32h 50′02″   |
| 2       | Robby Gordon Kellon Walch             | Hummer     | + 4′18″     |  | 2       | Giniel de Villiers Dirk von Zitzewitz  | Toyota     | + 50′21″     |
| 3       | Giniel de Villiers Dirk von Zitzewitz | Toyota     | + 4′25″     |  | 3       | Nani Roma Michel Périn                 | MINI       | + 1h 31′06″  |
|         |                                       |            |             |  |         |                                        |            |              |
| 15      | Adam Małysz Rafał Marton              | Toyota     | + 41′00″    |  | 14      | Adam Małysz Rafał Marton               | Toyota     | + 5h 15′40″  |
| 36      | Piotr Beaupre Jacek Lisicki           | BMW        | + 2h 00′58″ |  | 38      | Piotr Beaupre Jacek Lisicki            | BMW        | + 15h 59′25″ |
| 57      | Dariusz Żyła Pierre Calmon            | Mitsubishi | + 2h 52′07″ |  | 75      | Dariusz Żyła Pierre Calmon             | Mitsubishi | + 33h 41′20″ |

| Miejsce | Klasyfikacja etapu                    | Marka      | Czas        |  | Miejsce | Klasyfikacja generalna                 | Marka      | Czas         |
| ------- | ------------------------------------- | ---------- | ----------- |  | ------- | -------------------------------------- | ---------- | ------------ |
| 1       | Robby Gordon Kellon Walch             | Hummer     | 3h 40′53″   |  | 1       | Stéphane Peterhansel Jean Paul Cottret | MINI       | 36h 44′46″   |
| 2       | Guerlain Chicherit Jean-Pierre Garcin | SMG        | + 22″       |  | 2       | Giniel de Villiers Dirk von Zitzewitz  | Toyota     | + 44′38″     |
| 3       | Orlando Terranova Paulo Fiuza         | BMW        | + 4′41″     |  | 3       | Leonid Nowickij Konstantin Żiłcow      | MINI       | + 1h 29′31″  |
|         |                                       |            |             |  |         |                                        |            |              |
| 24      | Adam Małysz Rafał Marton              | Toyota     | + 55′04″    |  | 15      | Adam Małysz Rafał Marton               | Toyota     | + 5h 56′53″  |
| 38      | Piotr Beaupre Jacek Lisicki           | BMW        | + 1h 32′33″ |  | 37      | Piotr Beaupre Jacek Lisicki            | BMW        | + 17h 18′07″ |
| 43      | Dariusz Żyła Pierre Calmon            | Mitsubishi | + 1h 43′03″ |  | 75      | Dariusz Żyła Pierre Calmon             | Mitsubishi | + 35h 10′38″ |

| Miejsce | Klasyfikacja etapu                            | Marka      | Czas      |  | Miejsce | Klasyfikacja generalna                 | Marka      | Czas         |
| ------- | --------------------------------------------- | ---------- | --------- |  | ------- | -------------------------------------- | ---------- | ------------ |
| 1       | Nani Roma Michel Périn                        | MINI       | 1h 44′10″ |  | 1       | Stéphane Peterhansel Jean Paul Cottret | MINI       | 38h 32′39″   |
| 2       | Orlando Terranova Paulo Fiuza                 | BMW        | + 13″     |  | 2       | Giniel de Villiers Dirk von Zitzewitz  | Toyota     | + 42′22″     |
| 3       | Lucio Ezequiel Álvarez Bernardo Rolando Graue | Toyota     | + 31″     |  | 3       | Leonid Nowickij Konstantin Żiłcow      | MINI       | + 1h 28′22″  |
|         |                                               |            |           |  |         |                                        |            |              |
| 16      | Adam Małysz Rafał Marton                      | Toyota     | + 12′52″  |  | 15      | Adam Małysz Rafał Marton               | Toyota     | + 6h 06′02″  |
| 54      | Piotr Beaupre Jacek Lisicki                   | BMW        | + 38′13″  |  | 37      | Piotr Beaupre Jacek Lisicki            | BMW        | + 17h 52′37″ |
| 55      | Dariusz Żyła Pierre Calmon                    | Mitsubishi | + 38′42″  |  | 72      | Dariusz Żyła Pierre Calmon             | Mitsubishi | + 35h 45′37″ |

### Ciężarówki
| Miejsce | Klasyfikacja etapu                                         | Marka    | Czas    |  | Miejsce | Klasyfikacja generalna                                     | Marka    | Czas     |
| ------- | ---------------------------------------------------------- | -------- | ------- |  | ------- | ---------------------------------------------------------- | -------- | -------- |
| 1       | Gerard De Rooy Tom Colsoul Dariusz Rodewald                | Iveco    | 26′18″  |  | 1       | Gerard De Rooy Tom Colsoul Dariusz Rodewald                | Iveco    | 26′18″   |
| 2       | Hans Stacey Detlef Ruf Bernard Der Kinderen                | Iveco    | + 16″   |  | 2       | Hans Stacey Detlef Ruf Bernard Der Kinderen                | Iveco    | + 48″    |
| 3       | Ales Loprais Serge Bruynkens Radim Pustjovský              | Tatra    | + 25″   |  | 3       | Ales Loprais Serge Bruynkens Radim Pustjovský              | Tatra    | + 1′15″  |
|         |                                                            |          |         |  |         |                                                            |          |          |
| 44      | Robert Jan Szustkowski Jarosław Kazberuk Wojciech Białowąs | Mercedes | + 8′44″ |  | 44      | Robert Jan Szustkowski Jarosław Kazberuk Wojciech Białowąs | Mercedes | + 26′12″ |
| 46      | Grzegorz Baran Bartłomiej Boba Robert Jachacy              | MAN      | + 9′30″ |  | 46      | Grzegorz Baran Bartłomiej Boba Robert Jachacy              | MAN      | + 28′30″ |

| Miejsce | Klasyfikacja etapu                                         | Marka    | Czas        |  | Miejsce | Klasyfikacja generalna                                     | Marka    | Czas        |
| ------- | ---------------------------------------------------------- | -------- | ----------- |  | ------- | ---------------------------------------------------------- | -------- | ----------- |
| 1       | Gerard De Rooy Tom Colsoul Dariusz Rodewald                | Iveco    | 3h 00′59″   |  | 1       | Gerard De Rooy Tom Colsoul Dariusz Rodewald                | Iveco    | 3h 27′17″   |
| 2       | Ales Loprais Serge Bruynkens Radim Pustjovský              | Tatra    | + 1′01″     |  | 2       | Ales Loprais Serge Bruynkens Radim Pustjovský              | Tatra    | + 2′16″     |
| 3       | Massimo Biasion Humberto Fiori Michel Huisman              | Iveco    | + 7′52″     |  | 3       | Massimo Biasion Humberto Fiori Michel Huisman              | Iveco    | + 10′55″    |
|         |                                                            |          |             |  |         |                                                            |          |             |
| 29      | Robert Jan Szustkowski Jarosław Kazberuk Wojciech Białowąs | Mercedes | + 1h 36′16″ |  | 30      | Robert Jan Szustkowski Jarosław Kazberuk Wojciech Białowąs | Mercedes | + 2h 02′28″ |
| 54      | Grzegorz Baran Bartłomiej Boba Robert Jachacy              | MAN      | + 3h 46′35″ |  | 55      | Grzegorz Baran Bartłomiej Boba Robert Jachacy              | MAN      | + 4h 15′55″ |

| Miejsce | Klasyfikacja etapu                                         | Marka    | Czas        |  | Miejsce | Klasyfikacja generalna                                     | Marka    | Czas        |
| ------- | ---------------------------------------------------------- | -------- | ----------- |  | ------- | ---------------------------------------------------------- | -------- | ----------- |
| 1       | Gerard De Rooy Tom Colsoul Dariusz Rodewald                | Iveco    | 2h 55′58″   |  | 1       | Gerard De Rooy Tom Colsoul Dariusz Rodewald                | Iveco    | 6h 23′15″   |
| 2       | Eduard Nikołajew Siergiej Sawostin Władimir Rybakow        | KAMAZ    | + 1′24″     |  | 2       | Ales Loprais Serge Bruynkens Radim Pustjovský              | Tatra    | + 6′59″     |
| 3       | Massimo Biasion Humberto Fiori Michel Huisman              | Iveco    | + 2′31″     |  | 3       | Massimo Biasion Humberto Fiori Michel Huisman              | Iveco    | + 13′26″    |
|         |                                                            |          |             |  |         |                                                            |          |             |
| 35      | Robert Jan Szustkowski Jarosław Kazberuk Wojciech Białowąs | Mercedes | + 1h 44′15″ |  | 31      | Robert Jan Szustkowski Jarosław Kazberuk Wojciech Białowąs | Mercedes | + 3h 46′33″ |
| 57      | Grzegorz Baran Bartłomiej Boba Robert Jachacy              | MAN      | + 3h 42′19″ |  | 53      | Grzegorz Baran Bartłomiej Boba Robert Jachacy              | MAN      | + 7h 57′24″ |

| Miejsce | Klasyfikacja etapu                                         | Marka    | Czas        |  | Miejsce | Klasyfikacja generalna                                     | Marka    | Czas         |
| ------- | ---------------------------------------------------------- | -------- | ----------- |  | ------- | ---------------------------------------------------------- | -------- | ------------ |
| 1       | Ajrat Mardiejew Ajdar Bełajew Anton Mirnyj                 | KAMAZ    | 4h 00′59″   |  | 1       | Ales Loprais Serge Bruynkens Radim Pustjovský              | Tatra    | 10h 53′41″   |
| 2       | Andriej Karginow Igor Dewiatkin Andriej Mokiejew           | KAMAZ    | + 3′33″     |  | 2       | Gerard De Rooy Tom Colsoul Dariusz Rodewald                | Iveco    | + 0′56″      |
| 3       | Hans Stacey Detlef Ruf Bernard Der Kinderen                | Iveco    | + 6′22″     |  | 3       | Eduard Nikołajew Siergiej Sawostin Władimir Rybakow        | KAMAZ    | + 7′08″      |
|         |                                                            |          |             |  |         |                                                            |          |              |
| 7       | Gerard De Rooy Tom Colsoul Dariusz Rodewald                | Iveco    | + 26′23″    |  | 30      | Robert Jan Szustkowski Jarosław Kazberuk Wojciech Białowąs | Mercedes | + 6h 05′50″  |
| 32      | Robert Jan Szustkowski Jarosław Kazberuk Wojciech Białowąs | Mercedes | + 2h 44′34″ |  | 52      | Grzegorz Baran Bartłomiej Boba Robert Jachacy              | MAN      | + 12h 00′14″ |
| 52      | Grzegorz Baran Bartłomiej Boba Robert Jachacy              | MAN      | + 4h 28′17″ |  |         |                                                            |          |              |

| Miejsce | Klasyfikacja etapu                                         | Marka    | Czas        |  | Miejsce | Klasyfikacja generalna                                     | Marka    | Czas         |
| ------- | ---------------------------------------------------------- | -------- | ----------- |  | ------- | ---------------------------------------------------------- | -------- | ------------ |
| 1       | Hans Stacey Detlef Ruf Bernard Der Kinderen                | Iveco    | 2h 07′34″   |  | 1       | Gerard De Rooy Tom Colsoul Dariusz Rodewald                | Iveco    | 13h 04′43″   |
| 2       | Eduard Nikołajew Siergiej Sawostin Władimir Rybakow        | KAMAZ    | + 1′53″     |  | 2       | Eduard Nikołajew Siergiej Sawostin Władimir Rybakow        | KAMAZ    | + 5′33″      |
| 3       | Gerard De Rooy Tom Colsoul Dariusz Rodewald                | Iveco    | + 2′32″     |  | 3       | Ajrat Mardiejew Ajdar Bełajew Anton Mirnyj                 | KAMAZ    | + 17′06″     |
|         |                                                            |          |             |  |         |                                                            |          |              |
| 51      | Robert Jan Szustkowski Jarosław Kazberuk Wojciech Białowąs | Mercedes | + 1h 08′20″ |  | 30      | Robert Jan Szustkowski Jarosław Kazberuk Wojciech Białowąs | Mercedes | + 7h 10′42″  |
| 55      | Grzegorz Baran Bartłomiej Boba Robert Jachacy              | MAN      | + 1h 18′25″ |  | 51      | Grzegorz Baran Bartłomiej Boba Robert Jachacy              | MAN      | + 13h 15′11″ |

| Miejsce           | Klasyfikacja etapu                                         | Marka    | Czas        |  | Miejsce           | Klasyfikacja generalna                                     | Marka    | Czas         |
| ----------------- | ---------------------------------------------------------- | -------- | ----------- |  | ----------------- | ---------------------------------------------------------- | -------- | ------------ |
| 1                 | Gerard De Rooy Tom Colsoul Dariusz Rodewald                | Iveco    | 4h 19′02″   |  | 1                 | Gerard De Rooy Tom Colsoul Dariusz Rodewald                | Iveco    | 17h 23′45″   |
| 2                 | Andriej Karginow Igor Dewiatkin Andriej Mokiejew           | KAMAZ    | + 0′34″     |  | 2                 | Eduard Nikołajew Siergiej Sawostin Władimir Rybakow        | KAMAZ    | + 18′40″     |
| 3                 | Peter Versluis Harry Schuurmans Jurgen Damen               | MAN      | + 0′35″     |  | 3                 | Ajrat Mardiejew Ajdar Bełajew Anton Mirnyj                 | KAMAZ    | + 30′32″     |
|                   |                                                            |          |             |  |                   |                                                            |          |              |
| 33                | Robert Jan Szustkowski Jarosław Kazberuk Wojciech Białowąs | Mercedes | + 2h 52′10″ |  | 30                | Robert Jan Szustkowski Jarosław Kazberuk Wojciech Białowąs | Mercedes | + 10h 02′52″ |
| nie klasyfikowani | Grzegorz Baran Bartłomiej Boba Robert Jachacy              | MAN      | –           |  | nie klasyfikowani | Grzegorz Baran Bartłomiej Boba Robert Jachacy              | MAN      | –            |

| Miejsce | Klasyfikacja etapu                                         | Marka    | Czas      |  | Miejsce | Klasyfikacja generalna                                     | Marka    | Czas         |
| ------- | ---------------------------------------------------------- | -------- | --------- |  | ------- | ---------------------------------------------------------- | -------- | ------------ |
| 1       | Gerard De Rooy Tom Colsoul Dariusz Rodewald                | Iveco    | 2h 02′21″ |  | 1       | Gerard De Rooy Tom Colsoul Dariusz Rodewald                | Iveco    | 19h 26′06″   |
| 2       | Ales Loprais Serge Bruynkens Radim Pustjovský              | Tatra    | + 1′09″   |  | 2       | Eduard Nikołajew Siergiej Sawostin Władimir Rybakow        | KAMAZ    | + 22′08″     |
| 3       | Andriej Karginow Igor Dewiatkin Andriej Mokiejew           | KAMAZ    | + 1′38″   |  | 3       | Martin Kolomy René Kilián David Kilian                     | Tatra    | + 41′25″     |
|         |                                                            |          |           |  |         |                                                            |          |              |
| 28      | Grzegorz Baran Bartłomiej Boba Robert Jachacy              | MAN      | + 30′15″  |  | 27      | Robert Jan Szustkowski Jarosław Kazberuk Wojciech Białowąs | Mercedes | + 10h 37′44″ |
| 36      | Robert Jan Szustkowski Jarosław Kazberuk Wojciech Białowąs | Mercedes | + 34′52″  |  | 39      | Grzegorz Baran Bartłomiej Boba Robert Jachacy              | MAN      | + 16h 55′04″ |

| Etap anulowano z powodu niekorzystnych warunków na trasie. |

| Miejsce | Klasyfikacja etapu                                         | Marka    | Czas        |  | Miejsce | Klasyfikacja generalna                                     | Marka    | Czas         |
| ------- | ---------------------------------------------------------- | -------- | ----------- |  | ------- | ---------------------------------------------------------- | -------- | ------------ |
| 1       | Ales Loprais Serge Bruynkens Radim Pustjovský              | Tatra    | 3h 18′32″   |  | 1       | Eduard Nikołajew Siergiej Sawostin Władimir Rybakow        | KAMAZ    | 23h 10′20″   |
| 2       | Peter Versluis Harry Schuurmans Jurgen Damen               | MAN      | + 7″        |  | 2       | Martin Kolomy René Kilián David Kilian                     | Tatra    | + 17′56″     |
| 3       | Andriej Karginow Igor Dewiatkin Andriej Mokiejew           | KAMAZ    | + 1′36″     |  | 3       | Ajrat Mardiejew Ajdar Bełajew Anton Mirnyj                 | KAMAZ    | + 33′32″     |
|         |                                                            |          |             |  |         |                                                            |          |              |
| 23      | Grzegorz Baran Bartłomiej Boba Robert Jachacy              | MAN      | + 32′17″    |  | 4       | Gerard De Rooy Tom Colsoul Dariusz Rodewald                | Iveco    | + 59′56″     |
| 32      | Robert Jan Szustkowski Jarosław Kazberuk Wojciech Białowąs | Mercedes | + 45′37″    |  | 26      | Robert Jan Szustkowski Jarosław Kazberuk Wojciech Białowąs | Mercedes | + 10h 57′39″ |
| 59      | Gerard De Rooy Tom Colsoul Dariusz Rodewald                | Iveco    | + 1h 25′38″ |  | 37      | Grzegorz Baran Bartłomiej Boba Robert Jachacy              | MAN      | + 17h 01′39″ |

| Miejsce | Klasyfikacja etapu                                         | Marka    | Czas        |  | Miejsce | Klasyfikacja generalna                                     | Marka    | Czas         |
| ------- | ---------------------------------------------------------- | -------- | ----------- |  | ------- | ---------------------------------------------------------- | -------- | ------------ |
| 1       | Andriej Karginow Igor Dewiatkin Andriej Mokiejew           | KAMAZ    | 4h 44′08″   |  | 1       | Eduard Nikołajew Siergiej Sawostin Władimir Rybakow        | KAMAZ    | 27h 59′31″   |
| 2       | Peter van den Bosch Patrick Bouw Wouter Rosegaar           | DAF      | + 3′39″     |  | 2       | Martin Kolomy René Kilián David Kilian                     | Tatra    | + 32′23″     |
| 3       | Martin van den Brink Peter Willemsen Arjan Veenvliet       | Ginaf    | + 4′12″     |  | 3       | Ajrat Mardiejew Ajdar Bełajew Anton Mirnyj                 | KAMAZ    | + 34′10″     |
|         |                                                            |          |             |  |         |                                                            |          |              |
| 9       | Gerard De Rooy Tom Colsoul Dariusz Rodewald                | Iveco    | + 7′13″     |  | 5       | Gerard De Rooy Tom Colsoul Dariusz Rodewald                | Iveco    | + 1h 02′06″  |
| 26      | Grzegorz Baran Bartłomiej Boba Robert Jachacy              | MAN      | + 50′46″    |  | 24      | Robert Jan Szustkowski Jarosław Kazberuk Wojciech Białowąs | Mercedes | + 12h 12′55″ |
| 32      | Robert Jan Szustkowski Jarosław Kazberuk Wojciech Białowąs | Mercedes | + 1h 20′19″ |  | 30      | Grzegorz Baran Bartłomiej Boba Robert Jachacy              | MAN      | + 17h 47′22″ |

| Miejsce | Klasyfikacja etapu                                         | Marka    | Czas     |  | Miejsce | Klasyfikacja generalna                                     | Marka    | Czas         |
| ------- | ---------------------------------------------------------- | -------- | -------- |  | ------- | ---------------------------------------------------------- | -------- | ------------ |
| 1       | Gerard De Rooy Tom Colsoul Dariusz Rodewald                | Iveco    | 54′47″   |  | 1       | Eduard Nikołajew Siergiej Sawostin Władimir Rybakow        | KAMAZ    | 28h 56′24″   |
| 2       | Ales Loprais Serge Bruynkens Radim Pustjovský              | Tatra    | + 56″    |  | 2       | Ajrat Mardiejew Ajdar Bełajew Anton Mirnyj                 | KAMAZ    | + 35′11″     |
| 3       | Eduard Nikołajew Siergiej Sawostin Władimir Rybakow        | KAMAZ    | + 2′06″  |  | 3       | Martin Kolomy René Kilián David Kilian                     | Tatra    | + 48′55″     |
|         |                                                            |          |          |  |         |                                                            |          |              |
| 26      | Grzegorz Baran Bartłomiej Boba Robert Jachacy              | MAN      | + 18′38″ |  | 5       | Gerard De Rooy Tom Colsoul Dariusz Rodewald                | Iveco    | + 1h 00′00″  |
| 34      | Robert Jan Szustkowski Jarosław Kazberuk Wojciech Białowąs | Mercedes | + 18′38″ |  | 25      | Robert Jan Szustkowski Jarosław Kazberuk Wojciech Białowąs | Mercedes | + 12h 24′27″ |
|         |                                                            |          |          |  | 38      | Grzegorz Baran Bartłomiej Boba Robert Jachacy              | MAN      | + 18h 03′54″ |

| Miejsce | Klasyfikacja etapu                                         | Marka    | Czas        |  | Miejsce | Klasyfikacja generalna                                     | Marka    | Czas         |
| ------- | ---------------------------------------------------------- | -------- | ----------- |  | ------- | ---------------------------------------------------------- | -------- | ------------ |
| 1       | Andriej Karginow Igor Dewiatkin Andriej Mokiejew           | KAMAZ    | 4h 09′44″   |  | 1       | Eduard Nikołajew Siergiej Sawostin Władimir Rybakow        | KAMAZ    | 33h 12′35″   |
| 2       | Ajrat Mardiejew Ajdar Bełajew Anton Mirnyj                 | KAMAZ    | + 2′36″     |  | 2       | Ajrat Mardiejew Ajdar Bełajew Anton Mirnyj                 | KAMAZ    | + 31′20″     |
| 3       | Gerard De Rooy Tom Colsoul Dariusz Rodewald                | Iveco    | + 2′49″     |  | 3       | Andriej Karginow Igor Dewiatkin Andriej Mokiejew           | KAMAZ    | + 50′26″     |
|         |                                                            |          |             |  |         |                                                            |          |              |
| 28      | Robert Jan Szustkowski Jarosław Kazberuk Wojciech Białowąs | Mercedes | + 2h 18′21″ |  | 5       | Gerard De Rooy Tom Colsoul Dariusz Rodewald                | Iveco    | + 56′22″     |
| 39      | Grzegorz Baran Bartłomiej Boba Robert Jachacy              | MAN      | + 3h 08′45″ |  | 24      | Robert Jan Szustkowski Jarosław Kazberuk Wojciech Białowąs | Mercedes | + 14h 36′41″ |
|         |                                                            |          |             |  | 38      | Grzegorz Baran Bartłomiej Boba Robert Jachacy              | MAN      | + 21h 06′12″ |

| Miejsce           | Klasyfikacja etapu                                         | Marka    | Czas        |  | Miejsce           | Klasyfikacja generalna                                     | Marka    | Czas         |
| ----------------- | ---------------------------------------------------------- | -------- | ----------- |  | ----------------- | ---------------------------------------------------------- | -------- | ------------ |
| 1                 | Andriej Karginow Igor Dewiatkin Andriej Mokiejew           | KAMAZ    | 4h 06′30″   |  | 1                 | Eduard Nikołajew Siergiej Sawostin Władimir Rybakow        | KAMAZ    | 37h 33′07″   |
| 2                 | Gerard De Rooy Tom Colsoul Dariusz Rodewald                | Iveco    | + 2′48″     |  | 2                 | Andriej Karginow Igor Dewiatkin Andriej Mokiejew           | KAMAZ    | + 36′24″     |
| 3                 | Ales Loprais Serge Bruynkens Radim Pustjovský              | Tatra    | + 8′04″     |  | 3                 | Ajrat Mardiejew Ajdar Bełajew Anton Mirnyj                 | KAMAZ    | + 40′27″     |
|                   |                                                            |          |             |  |                   |                                                            |          |              |
| 44                | Grzegorz Baran Bartłomiej Boba Robert Jachacy              | MAN      | + 2h 51′57″ |  | 4                 | Gerard De Rooy Tom Colsoul Dariusz Rodewald                | Iveco    | + 45′08″     |
| nie klasyfikowani | Robert Jan Szustkowski Jarosław Kazberuk Wojciech Białowąs | Mercedes | –           |  | 39                | Grzegorz Baran Bartłomiej Boba Robert Jachacy              | MAN      | + 23h 44′07″ |
|                   |                                                            |          |             |  | nie klasyfikowani | Robert Jan Szustkowski Jarosław Kazberuk Wojciech Białowąs | Mercedes | –            |

| Miejsce | Klasyfikacja etapu                            | Marka | Czas      |  | Miejsce | Klasyfikacja generalna                              | Marka | Czas         |
| ------- | --------------------------------------------- | ----- | --------- |  | ------- | --------------------------------------------------- | ----- | ------------ |
| 1       | Peter Versluis Harry Schuurmans Jurgen Damen  | MAN   | 2h 02′40″ |  | 1       | Eduard Nikołajew Siergiej Sawostin Władimir Rybakow | KAMAZ | 39h 41′43″   |
| 2       | Gerard De Rooy Tom Colsoul Dariusz Rodewald   | Iveco | + 2′04″   |  | 2       | Ajrat Mardiejew Ajdar Bełajew Anton Mirnyj          | KAMAZ | + 37′10″     |
| 3       | Massimo Biasion Humberto Fiori Michel Huisman | Iveco | + 2′17″   |  | 3       | Andriej Karginow Igor Dewiatkin Andriej Mokiejew    | KAMAZ | + 37′57″     |
| 56      | Grzegorz Baran Bartłomiej Boba Robert Jachacy | MAN   | + 58′03″  |  | 4       | Gerard De Rooy Tom Colsoul Dariusz Rodewald         | Iveco | + 41′16″     |
|         |                                               |       |           |  | 40      | Grzegorz Baran Bartłomiej Boba Robert Jachacy       | MAN   | + 25h 36′14″ |

## Klasyfikacja końcowa

### Motocykle
| Poz. | Nr. | Zawodnik         | Motocykl               | Czas       | Strata      |
| ---- | --- | ---------------- | ---------------------- | ---------- | ----------- |
| 1    | 001 | Cyril Despres    | KTM 450cc Rallye       | 43h 24′22″ | + 00′00″    |
| 2    | 011 | Ruben Faria      | KTM 450cc Rallye       | 43h 35′05″ | + 10′43″    |
| 3    | 007 | Francisco López  | KTM 450 Rally Replica  | 43h 43′10″ | + 18′48″    |
| 4    | 032 | Ivan Jakes       | KTM 450 Rally Replica  | 43h 48′16″ | + 23′54″    |
| 5    | 012 | Juan Pedredo     | KTM 450 Rally Replica  | 44h 19′51″ | + 55′29″    |
| 6    | 009 | Olivier Pain     | Yamaha 450 YZF Rally   | 44h 30′52″ | + 1h 06′30″ |
| 7    | 003 | Hélder Rodrigues | Honda CRF 450 Dakar X  | 44h 35′44″ | + 1h 11′22″ |
| 8    | 030 | Javier Pizzolito | Honda CRF 450 Dakar X  | 44h 50′29″ | + 1h 26′07″ |
| 9    | 015 | Frans Verhoeven  | Yamaha YZ 450F         | 44h 50′57″ | + 1h 26′35″ |
| 10   | 020 | Paulo Gonçalves  | Husqvarna Rally 450 RR | 44h 52′42″ | + 1h 28′20″ |

### Quady
| Poz. | Nr. | Zawodnik                 | Quad                    | Czas       | Strata      |
| ---- | --- | ------------------------ | ----------------------- | ---------- | ----------- |
| 1    | 250 | Marcos Patronelli        | Yamaha Raptor 700       | 49h 42′42″ | + 00′00″    |
| 2    | 254 | Ignacio Nicolas Casale   | Yamaha Raptor 700       | 51h 33′17″ | + 1h 50′35″ |
| 3    | 253 | Rafał Sonik              | Yamaha Raptor YFM 700R  | 52h 59′31″ | + 3h 16′49″ |
| 4    | 256 | Lucas Bonetto            | Honda TRX 700           | 53h 22′52″ | + 3h 40′10″ |
| 5    | 263 | Sebastian Palma          | Can-Am Renegade 800 XXC | 54h 18′39″ | + 4h 35′57″ |
| 6    | 265 | Sebastian Husseini       | Honda TRX 700 XX        | 55h 22′45″ | + 5h 40′03″ |
| 7    | 274 | Paul Smith               | Honda TRX 700 XX        | 55h 28′51″ | + 5h 46′09″ |
| 8    | 268 | Ignacio Flores Seminario | Yamaha Raptor 700       | 55h 52′09″ | + 6h 09′27″ |
| 9    | 290 | Claudio Clavigliasso     | Can-Am 2008             | 56h 02′23″ | + 6h 19′41″ |
| 10   | 262 | Luciano Gagliardi        | Yamaha Raptor 700R      | 56h 12′18″ | + 6h 29′36″ |

### Samochody
| Poz. | Nr. | Kierowca               | Pilot                  | Samochód                | Czas       | Różnica     |
| ---- | --- | ---------------------- | ---------------------- | ----------------------- | ---------- | ----------- |
| 1    | 302 | Stephane Peterhansel   | Jean Paul Cottret      | Mini All4 Racing        | 38h 32′39″ | + 00′00″    |
| 2    | 301 | Giniel de Villiers     | Dirk von Zitzewitz     | Toyota Pickup Hilux     | 39h 15′01″ | + 42′22″    |
| 3    | 307 | Leonid Nowicki         | Konstatnin Żiłcow      | Mini All4 Racing        | 40h 01′01″ | + 1h 28′22″ |
| 4    | 305 | Nani Roma              | Michel Perin           | Mini All4 Racing        | 40h 09′22″ | + 1h 36′43″ |
| 5    | 313 | Orlando Terranova      | Paulo Fiuza            | BMW X3 CC               | 40h 21′49″ | + 1h 49′10″ |
| 6    | 308 | Carlos Sousa           | Miguel Ramalho         | Great Wall Haval        | 41h 10′15″ | + 2h 38′16″ |
| 7    | 316 | Ronan Chabot           | Gilles Pillot          | SMG Original            | 41h 50′44″ | + 3h 18′05″ |
| 8    | 309 | Guerlain Chicherit     | Jean-Pierre Garcin     | SMG Buggy               | 42h 00′23″ | + 3h 27′44″ |
| 9    | 328 | Pascal Thomasse        | Pascal Larroque        | Buggy Optimus MD Rallye | 43h 08′11″ | + 4h 35′32″ |
| 10   | 306 | Lucio Ezequiel Alvarez | Bernardo Rolando Graue | Toyota Hilux            | 43h 18′27″ | + 4h 45′48″ |

### Ciężarówki
| Poz. | Nr. | Kierowca            | Nawigator         | Mechanik          | Samochód                    | Czas       | Różnica     |
| ---- | --- | ------------------- | ----------------- | ----------------- | --------------------------- | ---------- | ----------- |
| 1    | 501 | Eduard Nikołajew    | Siergiej Sawostin | Władimir Rybakow  | KAMAZ 4326                  | 39h 41′43″ | + 00′00″    |
| 2    | 505 | Ajrat Mardiejew     | Ajrat Bełajew     | Anton Mirnyj      | KAMAZ 4326                  | 40h 18′53″ | + 37′10″    |
| 3    | 510 | Andriej Karginow    | Igor Dewiatkin    | Andriej Mokiejew  | KAMAZ 4326                  | 40h 19′40″ | + 37′57″    |
| 4    | 500 | Gerard de Rooy      | Tom Colsoul       | Dariusz Rodewald  | Iveco Powerstar             | 40h 22′59″ | + 41′16″    |
| 5    | 506 | Martin Kolomy       | Rene Kilian       | David Kilian      | Tatra T815                  | 40h 43′30″ | + 1h 01′47″ |
| 6    | 503 | Ales Loprais        | Serge Bruynkens   | Radim Pustjovsky  | Tatra T815-2 ZO R45 12.400  | 40h 57′53″ | + 1h 16′10″ |
| 7    | 509 | Peter Versluis      | Harry Schuurmans  | Jurgen Damen      | MAN TGS 480                 | 42h 13′52″ | + 2h 32′09″ |
| 8    | 502 | Marcel van Vliet    | Artur Klein       | Marcel Pronk      | MAN TGS 480                 | 43h 03′56″ | + 3h 22′13″ |
| 9    | 514 | Rene Kuipers        | Peter van Eerd    | Moi Torrallardona | Iveco Trakker Evolution III | 43h 35′33″ | + 3h 53′50″ |
| 10   | 516 | Peter van den Bosch | Patrick Bouw      | Wouter Rosegaar   | DAF CF                      | 44h 05′35″ | + 4h 23′52″ |

## Polacy w rajdzie
11 grudnia 2012 roku PZMot powołał Reprezentacje Polski w Rajdach Terenowych – Poland National Team. Reprezentacja powstała z inicjatywy Rafała Sonika i miała za zadanie zjednoczyć polskich zawodników biorących udział nie tylko w Rajdzie Dakar, ale również innych imprezach off-roadowych. Prawo występu pod szyldem reprezentacji mieli wszyscy Polacy startujący w Rajdzie Dakar 2013, jednak nie wszyscy z niego skorzystali. Ekipa Orlen Teamu nie weszła w skład Poland National Team tłumacząc to kwestiami sponsorskimi.
Motocykle
- #18 Jakub Przygoński (Orlen Team) – KTM 450 Replika – 11. miejsce
- #19 Jacek Czachor (Orlen Team) – KTM 450 Replika – 22. miejsce
- #47 Marek Dąbrowski (Orlen Team) – KTM 450 RR – 80. miejsce

Quady
- #252 Łukasz Łaskawiec (Laskawiec Rally Team) – YAMAHA RAPTOR 700 – 13. miejsce
- #253 Rafał Sonik (Wild Wolf C.A.T) – YAMAHA RAPTOR 700 – (Poland National Team) – 3. miejsce

Samochody
- #310 Krzysztof Hołowczyc/ Filipe Palmeiro (Monster Energy X-raid Team) – MINI ALL4 RACING – (Poland National Team) – załoga wycofała się na 3. etapie.
- #336 Adam Małysz/Rafał Marton (Overdrive Toyota) – PICKUP HILUX TOYOTA – (Poland National Team) – 15. miejsce
- #339 Szymon Ruta/ Laurent Lichtleuchter (Orlen Team) – PICKUP HILUX TOYOTA – załoga wycofała się na 6. etapie
- #363 Piotr Beaupre/Jacek Lisicki (NeoRaid Rally Team) – BMW X5 CC – (Poland National Team) – 37. miejsce
- #416 Dariusz Żyła/ Pierre Calmon (NeoRaid Rally Team) – MITSUBISHI PAJERO – (Poland National Team) – 72. miejsce

Ciężarówki
- #500 Dariusz Rodewald/ Gerard de Rooy/ Tom Colsoul (Petronas Team de Rooy IVECO) – IVECO POWERSTAR (STRATOR – TORPEDO) – 4. miejsce
- #540 Grzegorz Baran/Bartłomiej Boba/Robert Jachacy (NeoRaid Rally Team) – MAN TG 4x4 – (Poland National Team) – 40. miejsce
- #546 Robert Jan Szustkowski Jr./Jarosław Kazberuk/Wojciech Białowąs (R-Six Team) – MERCEDES UNIMOG U400 – (Poland National Team) – załoga wycofała się na 14 etapie